# Gervai András
Gervai András (Budapest, 1948. november 30. –) magyar újságíró, író, kritikus, szerkesztő.

## Életpályája
1969–1974 között az ELTE BTK magyar-esztétika-népművelés szakán tanult. 1974–75-ben a Magyar Televízió közművelődési főszerkesztőségének szerkesztője. 1975–1983 között a Magyar Színházi Intézet tudományos munkatársa. 1977–78-ban a Mafilm Forgatókönyvíró Iskola diákja. 1983–1990 között a Film Színház Muzsika rovatvezetőjeként dolgozott. 1989–1993 között a londoni Jewish Chronicle budapesti tudósítója, közben, 1990–1992 között a Magyar Nemzet filmkritikusa, 1992–1995 között a Magyar Hírlap munkatársa volt. 1996 óta szabadúszó.

## Művei
- Ifjúság és a színház. Szociológiai vizsgálat. 1974–1975; készítette a Magyar Színházi Intézet munkacsoportja Almási Miklós, Kérész Gyula, Gervai András; MSZI, Bp., 1976
- A mai magyar dráma egy évad tükrében. 1978
- Huszárik Zoltán: Csontváry. A filmről és rendezőjéről; szerk. Gervai András; Mafilm–Mokép, Bp., 1980
- Filmgyári capriccio. A kilencvenes évtized (1989–2001)
- „Ki méltó látni a csodát..." Harminc beszélgetés. 1993
- Mozi az alagútban. A kilencvenes évek. 1995
- „Emigráns vagyok a földön” – Sorsváltozatok. 33 beszélgetés. 1998
- Sinkovits. (társszerző), 2001
- Bessenyei. (társszerző), 2003
- Kállai. (társszerző), 2003
- A tanúk. Film – történelem; Saxum, Bp., 2004
- Világhíres magyarok. (társszerkesztő), Kossuth Kiadó, 2004
  - angolul: World Famous Hungarian
  - németül: Weltberühmte Ungarn
  - franciául: Hongrois celebres
- 13 nap remény: filmek a forradalomról, filmesek a forradalomban, 2006
- Fedőneve: „szocializmus”. Művészek, ügynökök, titkosszolgák, 2010
- Fedőneve: "szocializmus". Művészek, ügynökök, titkosszolgák; 2. jav. kiad.; Jelenkor, Pécs, 2011
- Alagsori történetek. Fél Győző regényes élete; Poligráf, Dunakeszi, 2012
- Titkos Magyarország. "Célszemély": a társadalom; Pesti Kalligram, Bp., 2015
- Állami álomgyár; Uránia Ismeretterjesztő Alapítvány–L'Harmattan, Bp., 2017
- Bayreuthtól Bagdadig. Bűnösök, cinkosok, áldozatok; Kalligram, Bp., 2019
- Akiket elárult a hazájuk. Sorsokba zárt történelem, Gondolat-ÁBTL, Bp., 2023